# Π介子偶素
π介子偶素是一种奇异原子，由两个π介子——一个 
π+

介子和一个 
π−

介子所组成。被粒子加速器加速后的质子束与靶原子核之间相互作用的过程中可产生π介子偶素。
根据手性微扰理论的预测，π介子偶素的寿命极短，约为2.89×10−15 s；衰变后的产物一般为两个 
π0

介子，也有一小部分衰变为两个光子。

## 历史
2006年，欧洲核子研究中心（CERN）的NA48/2实验公布了带电K介子的衰变中，π介子偶素的产生与衰变的证据。他们在分析研究了最终产物为三个π介子的反应 K± → π±(ππ)atom → π±π0π0 的π介子对的质量分布后，认为此反应中生成了理论模型预测的π介子偶素。后续的研究精确地测量了S波π介子的散射长度；实验结果已于2009年发表。
CERN的DIRAC实验测量了π介子偶素的寿命，并已于2011年发表。科学家们从1.5×109个事件中筛选出21227对偶素，统计误差被控制在~9%。测量结果为
{\displaystyle \tau _{\mathrm {exp.} }=(\left.3.15_{-0.19}^{+0.20}\right|_{\mathrm {stat} }\left.^{+0.20}_{-0.18}\right|_{\mathrm {syst} })\times 10^{-15}\mathrm {s} }，其中“stat”表示统计误差，“syst”表示系统误差。
上述的一系列实验都将为量子色动力学在低能条件下的理论预测提供关键性的测试。

## 流行文化
2014年播出的日本电视动画《宇宙浪子》中，主角丹迪借助π介子偶素（日语：パイオニウム）作为能源进行星际旅行。